# Гай Фонтей Капитон (консул-суффект 33 года до н. э.)
Гай Фонтей Капитон (лат. Gaius Fonteius Capitō; умер после 33 года до н. э.) — римский военачальник и политический деятель из плебейского рода Фонтеев, консул-суффект 33 года до н. э. Был сторонником Марка Антония.

## Биография
Гай Фонтей принадлежал к незнатному плебейскому роду, происходившему из Тускула. Известно, что его отец носил тот же преномен — Гай.
Гай Фонтей был другом Марка Антония. Предположительно он занимал должность народного трибуна около 39 года до н. э. и был к тому моменту членом одной из жреческих коллегий. В 39/38 году до н. э. Гай чеканил монету с изображением Марка Антония и его жены Октавии и подписью Gaius Fonteius Capito pro pr(aetore); отсюда исследователи делают вывод, что он был наместником одной из восточных провинций, находившихся под управлением Марка Антония.
В 37 году до н. э., когда на время улучшились отношения между Октавианом и Антонием, Гай Фонтей находился в Италии как представитель последнего. Известно, что он был спутником Октавиана на пути из Таррацины в Брундизий, где между триумвирами прошли переговоры. После того, как было заключено соглашение (осенью 37 года до н. э.), Антоний направил Капитона в Египет, и позже тот проводил до Антиохии царицу Клеопатру. Последнее упоминание о Гае Фонтее относится к 33 году до н. э., когда он был консулом-суффектом в течение двух месяцев (мая и июня).
Предположительно консул 12 года н. э. того же имени был сыном Гая Фонтея.